# اسطوخودوس تیری
لاواندولا لاتیفولیا (نام علمی: Lavandula latifolia) نام یک گونه از سردهٔ اسطوخودوس است.